# آیودله آدتولا
آیودله آدتولا (انگلیسی: Ayodele Adetula؛ زادهٔ ۹ فوریهٔ ۱۹۹۸) بازیکن فوتبال اهل آلمان است.
از باشگاه‌هایی که در آن بازی کرده‌است می‌توان به باشگاه فوتبال آینتراخت برانشوایگ اشاره کرد.